# Tonique Williams-Darling
Tonique Williams-Darling (née le 17 janvier 1976 à Nassau) est une athlète des Bahamas, spécialiste du 400 mètres.

## Biographie
Elle réussit une grande saison 2004 en débutant par une médaille de bronze aux mondiaux en salle de Budapest. Puis, lors des premiers meetings de la saison, elle bat la Championne du monde 2003 Ana Guevara, d'abord lors du meeting Golden League de Rome, puis au Weltklasse Zürich. 
Elle confirme ces victoires lors des Jeux olympiques 2004 d'Athènes.
Après les Jeux, elle remporte les meeting du Mémorial Van Damme et le meeting ISTAF de Berlin pour remporter avec le triple-sauteur Christian Olsson la Golden League 2004.
Lors des Championnats du monde d'athlétisme 2005 à Helsinki, elle confirme son titre olympique en remportant la médaille d'or.

## Vie privée
Elle est mariée au coureur de 400 m Dennis Darling, médaillé de bronze au relais 4 x 400 m lors des championnats du monde 2003.

## Palmarès
| Date | Compétition                           | Lieu          | Résultat | Épreuve | Temps         |
| ---- | ------------------------------------- | ------------- | -------- | ------- | ------------- |
| 1997 | Champ. d'Am. centrale et des Caraïbes | San Juan      | 3e       | 400 m   | 52 s 38       |
| 1999 | Champ. d'Am. centrale et des Caraïbes | Bridgetown    | 2e       | 400 m   | 52 s 22       |
| 2003 | Champ. d'Am. centrale et des Caraïbes | Saint-Georges | 3e       | 200 m   | 22 s 80       |
| 2003 | Championnats du monde                 | Paris         | 5e       | 400 m   | 50 s 38       |
| 2003 | Finale mondiale                       | Monaco        | 3e       | 400 m   | 50 s 87       |
| 2004 | Championnats du monde en salle        | Budapest      | 3e       | 400 m   | 50 s 87       |
| 2004 | Jeux olympiques                       | Athènes       | 1re      | 400 m   | 49 s 42       |
| 2004 | Golden League                         | Golden League | 1re      | 400 m   | détails       |
| 2005 | Champ. d'Am. centrale et des Caraïbes | Nassau        | 1re      | 400 m   | 50 s 97       |
| 2005 | Championnats du monde                 | Helsinki      | 1re      | 400 m   | 49 s 55       |
| 2005 | Finale mondiale                       | Monaco        | 2e       | 400 m   | 49 s 55       |
| 2006 | Jeux du Commonwealth                  | Melbourne     | 2e       | 400 m   | 50 s 76       |
| 2006 | Coupe du monde des nations            | Athènes       | 1re      | 400 m   | 3 min 19 s 84 |

## Records
| Épreuve | Épreuve   | Temps   | Lieu         | Date              |
| ------- | --------- | ------- | ------------ | ----------------- |
| 200 m   | Plein air | 22 s 77 | Nassau       | 19 juin 2004      |
| 200 m   | En salle  | 23 s 66 | Fayetteville | 15 février 2003   |
| 400 m   | Plein air | 49 s 07 | Berlin       | 12 septembre 2004 |
| 400 m   | En salle  | 50 s 87 | Budapest     | 6 mars 2004       |